# Challenger DCNS de Cherbourg 1995
Il Challenger DCNS de Cherbourg 1995 è stato un torneo di tennis facente parte della categoria ATP Challenger Series nell'ambito dell'ATP Challenger Series 1995. Il torneo si è giocato a Cherbourg in Francia dal 20 al 26 febbraio 1995 su campi in cemento indoor.

## Vincitori

### Singolare
Gianluca Pozzi ha battuto in finale  Kenneth Carlsen con il punteggio di 1–6, 7–6, 6–4

### Doppio
Bill Behrens /  Matt Lucena hanno battuto in finale  Marius Barnard /  Stefan Kruger con il punteggio di 7–6, 6–1